# Circuit de l'Albert Park
Le circuit de l'Albert Park (en anglais Albert Park Grand Prix Circuit ou Melbourne Grand Prix Circuit) est un circuit non permanent situé autour du lac d'Albert Park, à trois kilomètres au sud de Melbourne où se déroule depuis 1996 le Grand Prix d'Australie de Formule 1.
Pour un circuit semi-urbain (car plusieurs des routes ont été reconstruites spécifiquement en ayant à l'esprit le Grand Prix) la voie est relativement large et rapide. Il est comparativement lisse et donne quelques occasions de dépassement. Cependant, le terrain plat et les glissières de sécurité ne permettent pas d'avoir une bonne vue de la piste. Annulé en 2020 et  2021  en raison de la crise sanitaire mondiale provoquée par la Pandémie de Covid-19, le Grand Prix d'Australie revient en 2022 sur un tracé de l'Albert Park modifié, avec notamment un passage rapide remplaçant la chicane lente des virages n°9 et n°10 ; la course perd alors le statut de Grand Prix d'ouverture qu'elle occupait depuis la première édition à Melbourne en 1996. Elle revient au calendrier à partir de la 2022 et retrouve son statut de Grand Prix d'ouverture en 2025.

## Histoire
La première édition du Grand Prix d'Australie sur ce nouveau circuit fut courue en 1996. Avant cette date, et depuis 1985, le Grand Prix se déroulait sur le circuit urbain d'Adélaïde. Le circuit n'est pas totalement nouveau car le but des organisateurs était de faire revenir la course automobile à Melbourne où quelques courses de championnats australiens s'étaient déroulées dans les années 1950 sur un tracé proche du circuit actuel.
En 2021, plusieurs modifications sont apportées sur le tracé du circuit. La voie des stands a été élargie pour permettre d'augmenter la vitesse limite dans cette zone de 60 à 80 km/h. L'étroite chicane que constituent les virages 9 et 10 va disparaitre au profit d'une nouvelle courbe rapide. Le virage 13 sera quant à lui reprofilé pour obtenir une entrée plus large ainsi qu'un virage relevé.

## Résultats en championnat du monde de Formule 1
| Année | Vainqueur            | Écurie              | Résultats |
| ----- | -------------------- | ------------------- | --------- |
| 1996  | Damon Hill           | Williams-Renault    | Résultats |
| 1997  | David Coulthard      | McLaren-Mercedes    | Résultats |
| 1998  | Mika Häkkinen        | McLaren-Mercedes    | Résultats |
| 1999  | Eddie Irvine         | Ferrari             | Résultats |
| 2000  | Michael Schumacher   | Ferrari             | Résultats |
| 2001  | Michael Schumacher   | Ferrari             | Résultats |
| 2002  | Michael Schumacher   | Ferrari             | Résultats |
| 2003  | David Coulthard      | McLaren-Mercedes    | Résultats |
| 2004  | Michael Schumacher   | Ferrari             | Résultats |
| 2005  | Giancarlo Fisichella | Renault             | Résultats |
| 2006  | Fernando Alonso      | Renault             | Résultats |
| 2007  | Kimi Räikkönen       | Ferrari             | Résultats |
| 2008  | Lewis Hamilton       | McLaren-Mercedes    | Résultats |
| 2009  | Jenson Button        | Brawn-Mercedes      | Résultats |
| 2010  | Jenson Button        | McLaren-Mercedes    | Résultats |
| 2011  | Sebastian Vettel     | Red Bull-Renault    | Résultats |
| 2012  | Jenson Button        | McLaren-Mercedes    | Résultats |
| 2013  | Kimi Räikkönen       | Lotus-Renault       | Résultats |
| 2014  | Nico Rosberg         | Mercedes            | Résultats |
| 2015  | Lewis Hamilton       | Mercedes            | Résultats |
| 2016  | Nico Rosberg         | Mercedes            | Résultats |
| 2017  | Sebastian Vettel     | Ferrari             | Résultats |
| 2018  | Sebastian Vettel     | Ferrari             | Résultats |
| 2019  | Valtteri Bottas      | Mercedes            | Résultats |
| 2022  | Charles Leclerc      | Ferrari             | Résultats |
| 2023  | Max Verstappen       | Red Bull-Honda RBPT | Résultats |
| 2024  | Carlos Sainz Jr.     | Ferrari             | Résultats |
| 2025  | Lando Norris         | McLaren-Mercedes    | Résultats |

## Les temps forts du Grand Prix d'Australie de Formule 1 à l'Albert Park

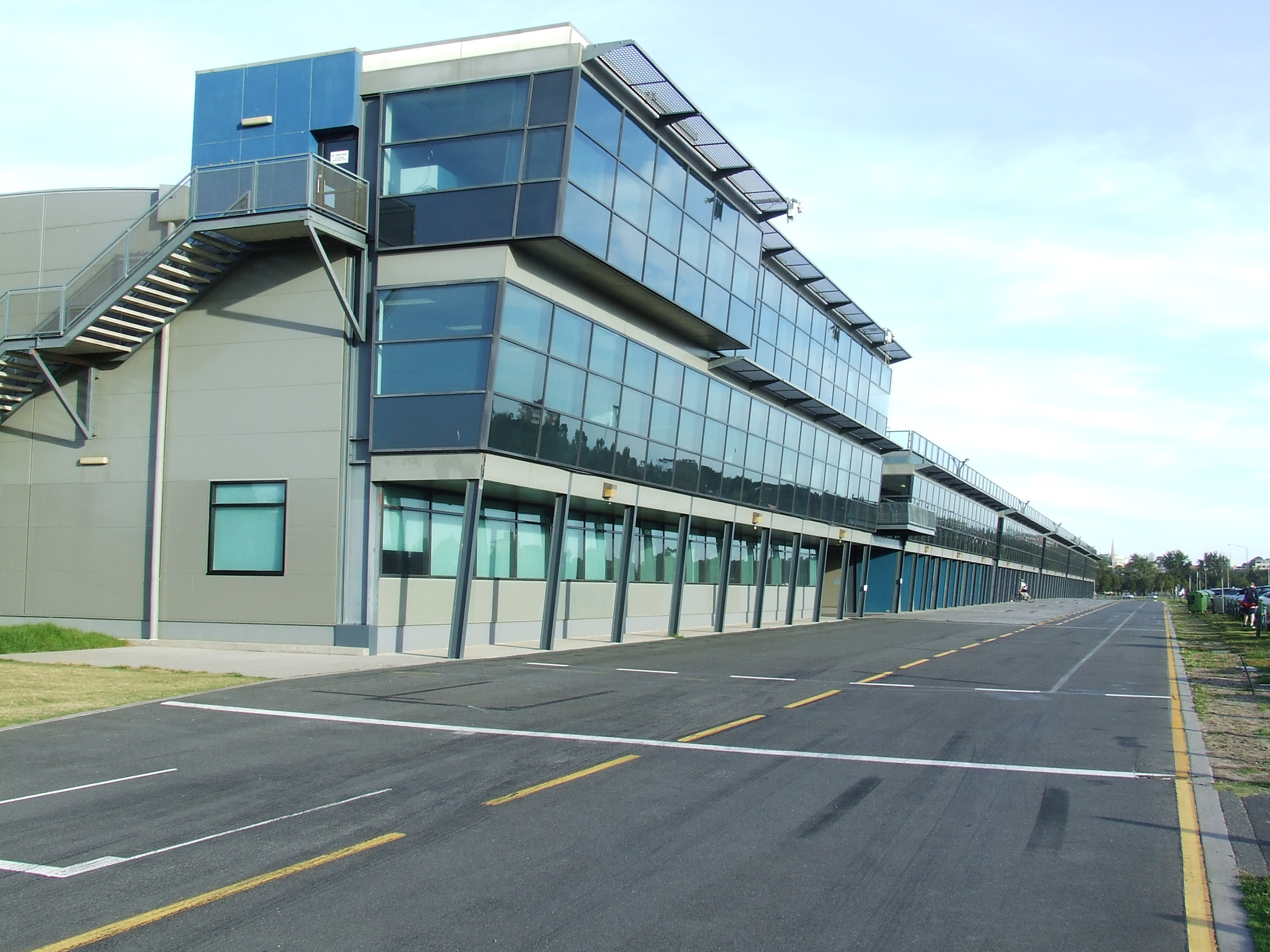
Ligne des stands du circuit de l'Albert Park.

- En 1996, le débutant Jacques Villeneuve, partant de la pole position pour son premier Grand Prix, mène une partie de la course avant de céder la tête de la course à son coéquipier Damon Hill, à cause d'un problème de freins.
- En 1998, les McLaren-Mercedes dominent la course et finissent avec un tour d'avance sur l'ensemble de leurs concurrents. Mika Häkkinen part en tête et mène la course, mais perd sa place à cause d'un arrêt au stand imprévu. Son coéquipier David Coulthard le laisse repasser en tête à deux tours de l'arrivée, lui offrant ainsi la victoire. Sur le podium, le Finlandais fond en larmes.
- En 1999, seulement huit voitures franchissent la ligne d'arrivée. Eddie Irvine, coéquipier de Michael Schumacher chez Ferrari, remporte sa première victoire en Formule 1.
- En 2001, l'édition est endeuillée par la mort d'un commissaire de piste, percuté par une roue à la suite du violent accrochage en course entre Ralf Schumacher et Jacques Villeneuve.
- En 2007, le débutant britannique Lewis Hamilton, parti quatrième, mène pendant quelques tours et monte sur le podium pour son premier Grand Prix.
- En 2008, seulement six voitures franchissent la ligne d'arrivée. La course est marquée par trois interventions de la voiture de sécurité à la suite des différents accrochages et accidents. Lewis Hamilton remporte le Grand Prix devant Nick Heidfeld et Nico Rosberg, qui monte pour la première fois de sa carrière sur un podium.
- En 2009, l'écurie Brawn GP Formula One Team, née du rachat de l'écurie Honda quelques semaines avant le début du championnat, réussit ses débuts à l'Albert Park : les monoplaces, pilotées par Jenson Button et Rubens Barrichello, partent en première ligne et réalisent un doublé en course. Seule l'écurie Mercedes avait jusqu'alors réussi une telle performance pour sa première course lors du Grand Prix de France 1954.
- En 2010, le Grand Prix est marqué par de la pluie. Au départ, Fernando Alonso part en tête-à-queue et Michael Schumacher casse son aileron avant. Sebastian Vettel abandonne au 25e tour alors qu'il menait la course, ce qui permet à Jenson Button de s'imposer pour la deuxième année consécutive devant Robert Kubica et Felipe Massa.
- En 2014, alors que la Formule 1 entre dans la nouvelle ère des V6 turbocompressés, Nico Rosberg remporte la course devant le pilote local Daniel Ricciardo et le débutant Kevin Magnussen. Ricciardo est disqualifié peu après la course et Magnussen hérite de la deuxième place dès son premier Grand Prix.
- En 2016, l'édition est marquée par l'effroyable accident de Fernando Alonso qui part en tonneaux dans le troisième virage, après avoir percuté Esteban Gutiérrez. Alonso sort rapidement de son épave mais devra déclarer forfait pour le Grand Prix suivant, victime de côtes cassés. Romain Grosjean profite du drapeau rouge pour changer ses pneus et termine sixième de la course, la première de sa nouvelle écurie Haas. Le vainqueur est Nico Rosberg.
- En 2020, l'édition est fortement perturbée par la pandémie du coronavirus. Si toutes les écuries s'y rendent, de même que le public, la découverte d'un cas positif dans l'écurie McLaren incite celle-ci à se retirer le jeudi, ce qui entraîne l'annulation de la course. La saison ne débutera que quatre mois plus tard, au Grand Prix d'Autriche.

## Records
- Record du tour (sur tracé pré-2021) :  Lewis Hamilton (Mercedes), 2019 en 1 min 20 s 486.
- Meilleure pole position (sur tracé 2022) : Lando Norris (McLaren), 2025 en 1 min 15 s 096.

## Configuration

Tracé de 1996 à 2019, 5 303 mètres.
Tracé depuis 2021, 5 278 mètres.

## Coordonnées géographique
- Latitude : 37°50'42.99"S
- Longitude : 144°58'8.47"E

## Jeux vidéo
Le circuit est présent dans les jeux vidéo suivants :
- Formula 1 97
- Formula 1 98
- Formula One 99
- F1 Racing Championship
- F1 Challenge 99-02
- F1 Championship Season 2000
- F1 2000
- F1 2001
- F1 2002
- F1 2003
- F1 2004
- Formula One Championship Edition
- F1 2009
- F1 2010
- F1 2011
- F1 2012
- F1 2013
- F1 2014
- F1 2015
- F1 2016
- F1 2017
- F1 2018
- F1 2019
- F1 2020
- F1 2021
- F1 22
- F1 23
- F1 24
- F1 25
- F1 Manager Professionnal
- F1 Manager 2001
- F1 Manager 2022
- F1 Manager 2023
- F1 Online: The Game
- Formula Driver 3D
- Grand Prix Challenge
- Hot Wheels: Williams F1 Team Racing
- ING Renault F1 Team
- MiniDrivers
- Monaco Grand Prix: Racing Simulation 2
- Super F1 Circus Gaiden.